# العقيدة السنوسية الكبرى (كتاب)
العقيدة الكبرى وتسمى «عقيدة أهل التوحيد، المخرجة بعون الله من ظلمات الجهل وربقة التقليد، المرغمة بفضل الله تعالى أنف كل مبتدع وعنيد» للإمام محمد بن يوسف السنوسي المتوفى سنة (895 هـ)، تعد من أهم ما صنّف في مجال العقيدة الإسلامية وعلم التوحيد، فقد حظت باهتمام العلماء، وقد كان الطلاب يتنافسون على حفظ هذه العقيدة، وهي أول ما صنفه الإمام السنوسي في العقيدة. وقد قام بشرحها في كتاب سماه «عمدة أهل التوفيق والتسديد في شرح عقيدة أهل التوحيد» المسمى بشرح السنوسية الكبرى. وقد وضعه استجابة لمن طلب إليه ذلك كما جاء في قوله: «طلب مني من اعتنى بقراءتها أن أضع له عليها مختصرا يكمل مقاصدها ويسهل المشرع إلى ما عذب من مواردها فأجبته إلى ذلك.»

## محتوى الكتاب
- ـ فصل مقدمة في مبادئ علم الكلام.
- ـ فصل في صفات المعاني.
- ـ فصل في الأحكام الثابتة لصفات المعاني.
- ـ فصل يجب لصفات المعاني الوحدة.
- ـ فصل في الوحدانية.
- ـ فصل لا يجب على الله تعالى شيء.
- ـ فصل النبوات.
- ـ فصل في إثبات رسالة نبينا محمد صلى الله عليه وسلم.

## شروحه
- ـ شرح السنوسية الكبرى، المسمى عمدة أهل التوفيق والتسديد للإمام أبي عبد الله السنوسي، عبد الفتاح عبد الله بركة، دار القلم، الطبعة الأولى سنة 1406 هـ.
- ـ شرح على كبرى السنوسي، محمد المنصوري السوسي قاضي سلا، المتوفى سنة 1142 هـ.
- ـ شرح على كبرى السنوسي، لعلي بن أحمد الرسموكي الجزولي المتوفى سنة 1049 هـ.
- ـ شرح العكاري على شرح السنوسي على كبراه، لرمضان بن عبد الحق المعروف بالعكاري المتوفى سنة 1056 هـ.
- ـ طلائع البشرى على شرح العقيدة الكبرى للسنوسي، لأبي حفص عمر بن عبد الله بن عمر بن يوسف العربي الفاسي المالكي المتوفى سنة 1188هـ.
- ـ هدية المريد لعقيدة أهل التوحيد، شرح الشيخ عليش المالكي على شرح السنوسي على العقيدة الكبرى،(طبعت بجامعة السيد محمد بن علي السنوسي الإسلامية، البيضاء المملكة الليبية 1388هـ/1968م) وله أيضا: القول الوافي السديد بخدمة شرح عقيدة أهل التوحيد.
- ـ شرح الكبرى، أبو محمد الحسن بن أحمد الهداجي المغربي المعروف بالدراوي توفي سنة 1006 هـ.
- ـ حاشية اليوسي على عمدة التوفيق والتسديد بشرح عقيدة أهل التوحيد المعروفة بكبرى السنوسي، لأبي علي نور الدين الحسن بن مسعود المعروف باليوسي المراكشي المتوفى 1111 هـ.
- ـ حاشية على شرح الكبرى لأبي العباس أحمد بن علي بن عبد الرحمن المنجور المكناسي الفاسي المتوفى سنة 995 هـ.
- ـ واسطة الفرائد في شرح كبرى العقائد، لعبد العزيز بن أبي بكر أحمد بن يعقوب الرسموكي المتوفى سنة 1065 هـ.
- ـ حاشية على السنوسية الكبرى لأبي عبد الله محمد بن قاسم بن محمد جسوس المتوفى سنة 1186 هـ.
- ـ الروض الأنيسي على كبرى السنوسي، لأحمد بن أحمد بن عوض المقدسي الحنبلي المتوفى بعد سنة 1182 هـ.
- ـ حواش على شرح السنوسية الكبرى، لإسماعيل بن موسى بن عثمان الحامدي المتوفى سنة 1316 هـ.
- ـ حاشية على كبرى السنوسي، لأبي عبد الله محمد بن سعيد المنصوري السلوي المتوفى سنة 1142 هـ.
- ـ حاشية أحمد بن علي بن سليمان على الكبرى.
- ـ تقاييد على العقيدة الكبرى للإمام السنوسي، عبد الواحد بن أحمد بن علي بن عاشر الأنصاري نسباً الأندلسي أصلاً الفاسي منشأ وداراً.
- ـ حاشية الفجيجي على شرح السنوسي على كبراه.
- ـ تقييد على العقيدة الكبرى للسنوسي، ليبورك بن عبد الله بن يعقوب السملالي المتوفى سنة 1058 هـ.
- ـ حاشية على شرح الكبرى، لمحمد بن أحمد بن عرفة المصري المالكي الشهير بالدسوقي المتوفى سنة 1230 هـ.

## وصلات خارجية
- شرح السنوسية الكبرى المسمى عمدة أهل التوفيق والتسديد